# Грант-авеню (линия Фултон-стрит, Ай-эн-ди)
|   |   |   |   |
| · | · | · | · |

|   |   |   |   |
| · | · | · | · |

«Грант-авеню» (англ. Grant Avenue) — станция Нью-Йоркского метрополитена, расположенная на линии Фултон-стрит, Ай-эн-ди. Станция находится в Бруклине, в районе Сити-Лайн, на пересечении Питкин-авеню и Грант-авеню. На станции останавливаются маршруты A (круглосуточно) и S (челнок Леффертс-бульвара, ночью).
Станция была открыта 29 апреля 1956 года в рамках соединения подземной и эстакадной линий Фултон-стрит. К востоку дорога идет по эстакадной линии, открытой раньше. В этом же году участок к западу от 80-й улицы (следующая станция) был закрыт, и все поезда пошли по подземной линии.
Станция представлена двумя путями и одной островной платформой между ними. Колонны и стены облицованы белой глянцевой плиткой. Название станции написано только на стенах, на колоннах (как это на большей части станций подземки) его нет. Имеется только один выход с платформы. Он приводит к перекрёстку Питкин-авеню и Грант-авеню. Других выходов нет и никогда не было. С восточного конца станции располагается выезд из тоннеля (можно увидеть с платформы).
К западу от станции два пути превращаются в четыре: два экспресс-пути (маршруты A круглосуточно, кроме ночи, и S (челнок Леффертс-бульвара) ночью) и два локальных (маршрут A ночью). К востоку от станции к двум путям добавляется неиспользуемый третий, расположенный между ними и приходящий из депо «Питкин-авеню».